# Charles FitzGerald
Charles James FitzGerald (30 juin 1756 - 18 février 1810) est un commandant de la marine et un homme politique irlandais.

## Biographie
Il est le troisième fils de James FitzGerald (1er duc de Leinster) et de Emily Lennox, fille de Charles Lennox (2e duc de Richmond) et deuxième des célèbres sœurs Lennox. Il est le frère de William FitzGerald (2e duc de Leinster), Henry FitzGerald et Lord Edward FitzGerald. Par sa mère, il est un arrière-arrière-petit-fils du roi Charles II . Il y a 19 enfants dans sa famille. Sa sœur Lady Charlotte FitzGerald est baronne Rayleigh en 1821. Son frère Lord Edward FitzGerald est connu comme le célèbre révolutionnaire irlandais. Lord Robert Stephen FitzGerald est un diplomate britannique connu en Suisse entre 1792 et 1795 .

## Carrière politique et navale
Il siège comme député dans la chambre des communes irlandaise pour Kildare County (en) de 1776 à 1790, pour Cavan Borough (en) de 1790 à 1798 et pour Ardfert (en) de 1798 à l'acte d'union en 1801. Il est haut-shérif de Down en 1783, commissaire des douanes entre 1789 et 1792 et maître-général de l'Irlande entre 1792 et 1806.
Il sert également dans la Royal Navy. Il est nommé lieutenant en 1777 et son premier commandement est le coupeur Tapageur en 1779. Il la conduit à Sainte-Lucie, où elle est détruite en mars 1780, sans toutefois faire de victimes. Il est nommé capitaine le 23 mai 1780. Il est ensuite capitaine d'un certain nombre de frégates. Il participe à la bataille de Chesapeake en 1781. Il est également capitaine de l'Artois le 21 octobre 1794, lorsqu'elle capture la frégate française Révolutionnaire. Il est fait contre-amiral en 1790.
Le 27 décembre 1800, il est élevé à la pairie d'Irlande avec le titre de baron Lecale d'Ardglass dans le comté de Down. Il représente Arundel à la Chambre des communes britannique entre janvier et avril 1807 .

## Famille
Lord Lecale se marie deux fois, la deuxième fois à Londres le 18 juillet 1808 avec Julia Carton (décédée à Courtlands, Devon, 6 mai 1844), mais n'ont pas d'enfants. Ses seuls enfants, tous deux illégitimes, sont Henry FitzGerald, décédé en mer, au large de Civitavecchia le 14 septembre 1803, et Anna Maria FitzGerald, qui finit par se marier morganiquement à Algernon Percy (diplomate). Lecale convertit des entrepôts du XVe siècle à Ardglass, Comté de Down en une maison à créneaux, connue sous le nom de château d’Ardglass, à la fin du XVIIIe siècle. Ce château est connu sous le nom de Ardglass Golf Club . Il meurt au château en février 1810, à l'âge de 53 ans, sa mort entraînant l'extinction de la baronnie . La tombe de Lord Lecale est située dans l’église paroissiale de Bright, qui porte une plaque commémorative à son nom.